# Radioterapija
Radioterapija, obsevalna terapija ali zdravljenje z obsevanjem (pogovorno tudi samo obsevanje) je način zdravljenja, pri katerem uporabljamo ionizirajoče sevanje. Radioterapija v kombinaciji z kirurgijo in sistemskim zdravljenjem (kemoterapija) predstavlja eno izmed temeljnih načinov zdravljena raka. 
Radioterapija je veja medicinske stroke, katere je namen zdravljenje malignih (tumorji) in nemalignih bolezni. Uvrščamo jo med lokalne načine zdravljenja, saj je radioterapevtski učinek izključno omejen na mesto absorbcije ionizajočih žarkov. V procesu zdravljenja je potrebno aktivno sodelovanje multidisciplinarnega tima različnih zdravstvenih poklicev, kot so: zdravnik radioterapevt (specialist radioterapije, onkolog), radiološki inženir (operater linearnega pospeševalnika) in medicinski fizik (izdelovalec obsevalnega načrta). 

Z radioterapijo pa lahko zdravimo tudi nemaligne procese, kot so akustični nevrom ali schwannom, Gravesovo oftalmopatijo, heterotropne osifikacije kosti. 

## Osnovna delitev radioterapije
V osnovi radioterapijo delimo glede na mesto nahajanja vira ionizirajočega sevanja v razmerju glede na telo obsevanega bolnika na:
- daljinsko obsevanje ali teleradioterapijo (vir izven telesa – medicinski linearni pospeševalnik, rentgenski aparat)
- bližinsko obsevanje ali brahiradioterapijo (vir v telesu – vstavitev radioaktivnega izvora v ali ob tumor)

## Daljinsko obsevanje (teleradioterapija)
Teleradioterapija ali zunanje perkutano obsevanje je najpogostejša oblika radioterapije. Pri takšnem načinu obsevanja bolniki ležijo fiksirani s posebnimi pripomočki na obsevalni mizi, kjer se obsevajo s pomočjo izvora sevanja, ki se nahaja izven njihovega telesa. V teleradioterapiji se uporabljajo rentgenski žarki (žarki X) visokih energij. S kilovoltnimi rentgenskimi žarki se obsevanjo tumorji, ki se nahajajo na sami koži ali tik pod površino kože. Za globlje ležeče tumorje (prostata, sečni mehur, maternični vrat, dojka, pljuča) pa se uporabljajo megavoltni rentgenski žarki (fotoni), ki so žarki močnejših energij in s posledično zmožnost večjega prodora v tkivo. 

Za zaščito zdravih tkiv (koža in organi, kjer ionizirajoče sevanje potuje skozi do tumorja) se uporablja posebno oblikovana obsevalna polja, ter obsevanje z več vpadnimi koti, kar zagotavlja čim boljšo izognitev zdravim tkivom. Vendar je pri obsevanju treba vključiti tudi varnostni rob, kar pomeni dodatno obsevanje (zdravih organov) v okolici tumorja, predvsem zaradi samega nenadzorovanega premikanja tumorja v telesu (dihanje, peristaltika, polnjenost mehurja ...). 

## Bližinsko obsevanje (brahiradioterapija)
Brahiterapija, poznana tudi kot notranje obsevanje in radioterapija z zaprtimi viri sevanja, je oblika radioterapije, pri kateri vir sevanja vstavimo v notranjost telesa. Brahiterapijo najpogosteje uporabljamo kot učinkovito zdravljenje raka materničnega vratu, prostate, dojke ter kožnega raka, primerna pa je tudi za zdravljenje raka številnih drugih organov. Brahiterapijo lahko uporabljamo samostojno ali v kombinaciji z drugimi  vrstami zdravljenja, na primer s kirurgijo, z zunanjim obsevanjem (teleradioterapija) in kemoterapijo.
Za razliko od TRT, pri kateri tumor obsevamo z virom visokoenergijskih rentgenskih žarkov, ki je zunaj telesa, pri  brahiterapiji vir sevanja namestimo neposredno v tumor ali njegovo bližino. Glavna značilnost brahiterapije je, da sevanje vpliva na zelo omejeno območje v bližini vstavljenih virov sevanja. Izpostavljenost zdravih tkiv, ki so od virov sevanja oddaljeni, pa je majhna. Pomembna lastnost brahiterapije je tudi, da ob premikanju bolnika ali tumorja viri sevanja ohranijo svoj pravilni položaj glede na tumor. Te značilnosti dajejo brahiterapiji prednost pred TRT –  omogoča namreč zdravljenje tumorja z visokimi dozami sevanja, hkrati pa zmanjša verjetnost nezaželene poškodbe zdravih tkiv.
Zdravljenje z brahiterapijo je mogoče opraviti v krajšem času kot z drugimi tehnikami obsevanja. To zmanjšuje možnost delitve in rasti preživelih rakavih celic v intervalih med posameznimi odmerki sevanja. Poleg tega je potrebnih manj obiskov bolnišnice kot pri TRT, zdravljenje pa v nekaterih primerih lahko izvedemo ambulantno, torej brez sprejema v bolnišnico. Brahiterapija je zato za številne bolnike dostopnejša in priročnejša. Naštete lastnosti brahiterapije zagotavljajo, da jo večina bolnikov zelo dobro prenaša.
Brahiterapija zagotavlja učinkovito zdravljenje številnih vrst raka. Objavljeni rezultati dokazujejo, da je verjetnost ozdravitve po brahiterapiji v pravilno izbranih primerih primerljiva s kirurškim zdravljenjem in TRT, pri uporabi v kombinaciji s tema načinoma zdravljenja pa lahko celo višja. Poleg tega brahiterapija, če je izvedena s pravilno tehniko, zmanjšuje tveganje za pojav hudih neželenih stranskih učinkov zdravljenja.